# DJ 페리
DJ 페리(DJ Perry, 1970년 6월 23일 ~ )는 미국의 영화 프로듀서, 각본가, 촬영 감독, 작곡가, 배우이다.
랜싱에서 태어났다.

## 경력
미시간 주립 대학교 동문이자 컬렉티브 디밸롭먼트사(Collective Development Inc.)의 CEO, 라이언하트 필름웍스(Lionheart Filmworks)의 전 부사장으로서 Wicked Spring, An Ordinary Killer, Dean Teaster's Ghost Town 등 여러 장르의 20개 이상의 장편 영화 제작을 감독하거나 보조하였다. 도요타와 JBL 등의 기업을 위한 광고를 제작하기도 했다. 그의 대본 중 일부는 장편 영화로 반영되어 제작되었다.
배우로서 페리는 카르마(2008년) 등의 영화에 등장한다.

## 영화
- 대탈주: 디비전 19 (2017년)
- 더 테러리스트 (2016년)
- 데드 콰이어트 (2014년)
- 애쉬즈 오브 에덴 (2013년)
- 8번째 전염병 (2006년) - 메이슨 역
- 나이트 칠스 (2001년)